# Ferdinand von Österreich (1571–1578)

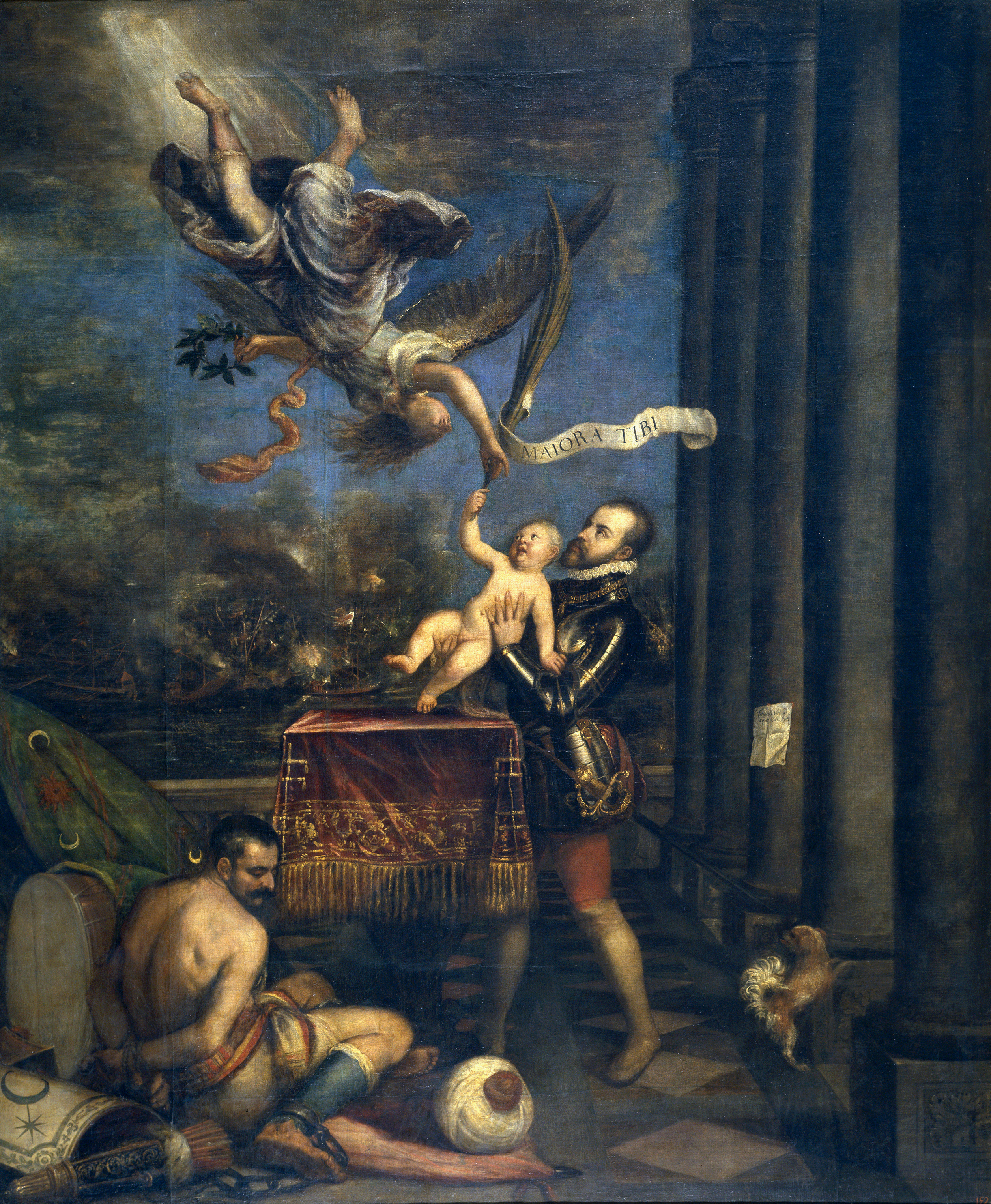
Tizian – Allegorie der Geburt des Infanten Fernando, 1572–1575, Museo del Prado, Madrid

Ferdinand von Österreich (spanisch Fernando de Austria; * 4. Dezember 1571 in Madrid; † 18. Oktober 1578 in Madrid) war ein Sohn Philipps II. und trug als spanischer Thronfolger den Titel Fürst von Asturien.

## Leben
Ferdinand war der zweite Sohn des habsburger Königs Philipp II. von Spanien (1527–1598) aus dessen vierter Ehe mit Anna (1549–1580), Tochter des römisch-deutschen Kaisers Maximilian II. Anlässlich der Geburt des Thronfolgers erließ Philipp II. einen Generalpardon für alle Gefangenen in Spanien und Indien. 
Die Geburt des Thronfolgers kurz nach der siegreichen Seeschlacht von Lepanto wurde als Zeichen göttlicher Gnade gesehen. Der Maler Tizian wurde mit einem allegorischen Gemälde beauftragt, das in den Jahren 1572 bis 1575 entstand und nach persönlichen Anweisungen des Königs und Zeichnungen von dessen Hofmaler Alonso Sánchez Coello gefertigt wurde. Im Bildhintergrund die vernichtete türkische Flotte, entbietet Philipp II. im Vordergrund seinem Sohn dem himmlischen Boten, der dem Infanten Palme und Lorbeerkranz übergibt. Auf einem Schriftband stehen die Worte MAIORA TIBI (dich erwartet Größeres). Das Gemälde ließ Philipp II. im Alcazar-Palast neben dem Reiterbild seines Vaters Karl V. in der Schlacht bei Mühlberg anbringen, um so die glückliche Zukunft des Infanten aus den Erfolgen des Vaters zu begründen.
Die sorgfältige Erziehung des Prinzen war seinem Vater immens wichtig. Als Hofmeister Ferdinands fungierte Pedro Lopez de Ayala, Graf von Fuensalida. Am 31. Mai 1573 wurde Ferdinand als Fürst von Asturien von den Cortes gehuldigt, die in der Kirche San Jeronimo in Madrid auf den Thronfolger schworen. Ferdinand starb bereits 6-jährig und wurde in Kapelle 9 des Pantheon der Infanten im Real Sitio de San Lorenzo de El Escorial beigesetzt. Als Fürst von Asturien folgte ihm sein 1575 geborener Bruder Diego.